# Линия Собу (Скорая)
Линия Собу (Скорая) (яп. 総武快速線 со:бу кайсоку сэн) — железнодорожная линия японского железнодорожного оператора East Japan Railway Company, протянувшаяся от станции Токио расположенной в специальном районе Тиёда, Токио до станции Тиба в городе Тиба префектуры Тиба.

## Вида обслуживания
Скорые составы на линии Собу главным образом ходят от станции Токио до станции Тиба, хотя так же существует сквозное сообщение с линией Йокосука. Во время утреннего часа пик по будням поезда ходят с интервалов 3—4 минуты, во время вечернего 6 минут. В остальное время по 6 поездов в час. Многие поезда продолжают движение по другим линиям.
Поезда типа Commuter rapid, ходящие по вечерам и утрам в будние дни совершают меньше остановок чем обычные скорые поезда. Два состава по утрам идут от станции Нарита до станции Дзуси, а по вечерам один состав от станции Токио до станции Нарита.
Каждый вечер по будням отходят 4 экспресса под названием «Home Liner Chiba» 3 от станции Токио и одни от станции Синдзюку. Остановки показаны в таблице ниже (состав отправляющийся с Синдзюку так же останавливается на станции Акихабара).
Поезда линии продолжают движение по линии Йокосука до станций Офуна, Дзуси и Курихама. Так же составы продолжают движение от станции Тиба до станций:
- Кадзуса-Итиномия на линии Сотобо
- Кимицу на линии Утибо
- Аэропорт Нарита через станцию Нарита на линии Нарита
- Касима-Дзингу на линии Касима
- Наруто на линии Собу

## Станции
- Информация по местным поездам находится в статье Линия Тюо-Собу.
- Поезда останавливаются на станциях помеченных символом «●» и не останавливаются на станциях помеченных символом «｜».

| Станция       | Японское название | Расстояние (км) | Расстояние (км) | Rapid | Comm. Rapid | Home Liner Chiba | Пересадки | Расположение | Расположение |
| Станция       | Японское название | Между станциями | Всего           | Rapid | Comm. Rapid | Home Liner Chiba | Пересадки | Расположение | Расположение |
| ------------- | ----------------- | --------------- | --------------- | ----- | ----------- | ---------------- | --- | ------------ | ------------ |
| Токио         | 東京              | -               | 0.0             | ●     | ●           | ●                | East Japan Railway Company (JR East): Линия Йокосука (сквозное сообщение), Тохоку-синкансэн, Ямагата-синкансэн, Акита-синкансэн, Дзёэцу-синкансэн, Нагано-синкансэн, Линия Тюо (Скорая), Линия Яманотэ, Линия Кэйхин-Тохоку, Линия Токайдо, Линия Кэйё JR Central: Токайдо-синкансэн Tokyo Metro: Линия Маруноути (M-17) | Тиёда        | Токио        |
| Син-Нихонбаси | 新日本橋          | 1.2             | 1.2             | ●     | ●           | ｜               | Tokyo Metro: Линия Гиндза (Мицукоси-маэ: G-12), Линия Хандзомон (Мицукоси-маэ: Z-09) | Тюо          | Токио        |
| Бакуротё      | 馬喰町            | 1.1             | 2.3             | ●     | ●           | ｜               | Toei Subway: Линия Асакуса (Хигаси-Нихонбаси: A-15), Линия Синдзюку (Бакуро-Ёкояма: S-09) | Тюо          | Токио        |
| Кинситё       | 錦糸町            | 2.5             | 4.8             | ●     | ●           | ｜               | JR East: Линия Тюо-Собу Tokyo Metro: Линия Хандзомон (Z-13) | Сумида       | Токио        |
| Син-Коива     | 新小岩            | 5.2             | 10.0            | ●     | ｜          | ｜               | JR East: Линия Тюо-Собу | Кацусика     | Токио        |
| Итикава       | 市川              | 5.4             | 15.4            | ●     | ｜          | ｜               | JR East: Линия Тюо-Собу | Итикава      | Тиба         |
| Фунабаси      | 船橋              | 7.8             | 23.2            | ●     | ●           | ｜               | JR East: Линия Тюо-Собу Tobu Railway: Линия Нода Keisei Electric Railway: Линия Кэйсэй (Кэйсэй-Фунабаси) | Фунабаси     | Тиба         |
| Цуданума      | 津田沼            | 3.5             | 26.7            | ●     | ｜          | ●                | JR East: Линия Тюо-Собу Shin-Keisei Electric Railway: Линия Син-Кэйсэй (Син-Цуданума) | Нарасино     | Тиба         |
| Инагэ         | 稲毛              | 9.2             | 35.9            | ●     | ｜          | ●                | JR East: Линия Тюо-Собу | Тиба         | Тиба         |
| Тиба          | 千葉              | 3.3             | 39.2            | ●     | ●           | ●                | JR East: Линия Собу (до Тёси), Линия Тюо-Собу, Линия Утибо, Линия Сотобо, Линия Нарита Chiba Urban Monorail: Линия 1, Линия 2 Keisei: Линия Тиба (Каэйсэй-Тиба) | Тиба         | Тиба         |

## Подвижной состав
- Скорые поезда: E217 series (с 1994 года) и Е235 (с 21 декабря 2020 года). Планируется, что к декабрю 2025 года поезда серии Е235 полностью заменят поезда серии Е217.
- Экспрессы с ограниченным числом остановок:
  - 253 series
  - 255 series
  - E257 series